# شوتو واتانابي
شوتو واتانابي (باليابانية: 渡邉 柊斗) (مواليد 28 يناير 1997) هو لاعب كرة قدم ياباني.

## وصلات خارجية
- شوتو واتانابي على موقع رابطة كرة القدم اليابانية للمحترفين (اليابانية)
- شوتو واتانابي على موقع قاعدة بيانات كرة القدم.إي يو (الإنجليزية)
- شوتو واتانابي على موقع Soccerway.com (الإنجليزية)
- شوتو واتانابي على موقع عالم كرة القدم.نت (الإنجليزية)